# Vlašnik
 Ovo je glavno značenje pojma Vlašnik. Za druga značenja pogledajte Gornji Vlašnik, Srednji Vlašnik, Donji Vlašnik, otočići u otočju Vrhovnjaci.
Vlašnik je nenaseljeni hrvatski jadranski otočić. Nalazi se oko 200 metara zapadno od obale Lastova, kod mjesta Uble. Oko 500 metara južno je još jedan otočić - Bratin.
Površina otoka je 126.866 m2, duljina obalne crte 1516 m, a visina 88 metara.